# تایگا نیشییاما
تایگا نیشییاما (انگلیسی: Taiga Nishiyama؛ زادهٔ ۲۴ اوت ۱۹۹۹) بازیکن فوتبال اهل ژاپن است.
از باشگاه‌هایی که در آن بازی کرده‌است می‌توان به باشگاه فوتبال یوکوهاما مارینوس اشاره کرد.